# Alexander Linnemann

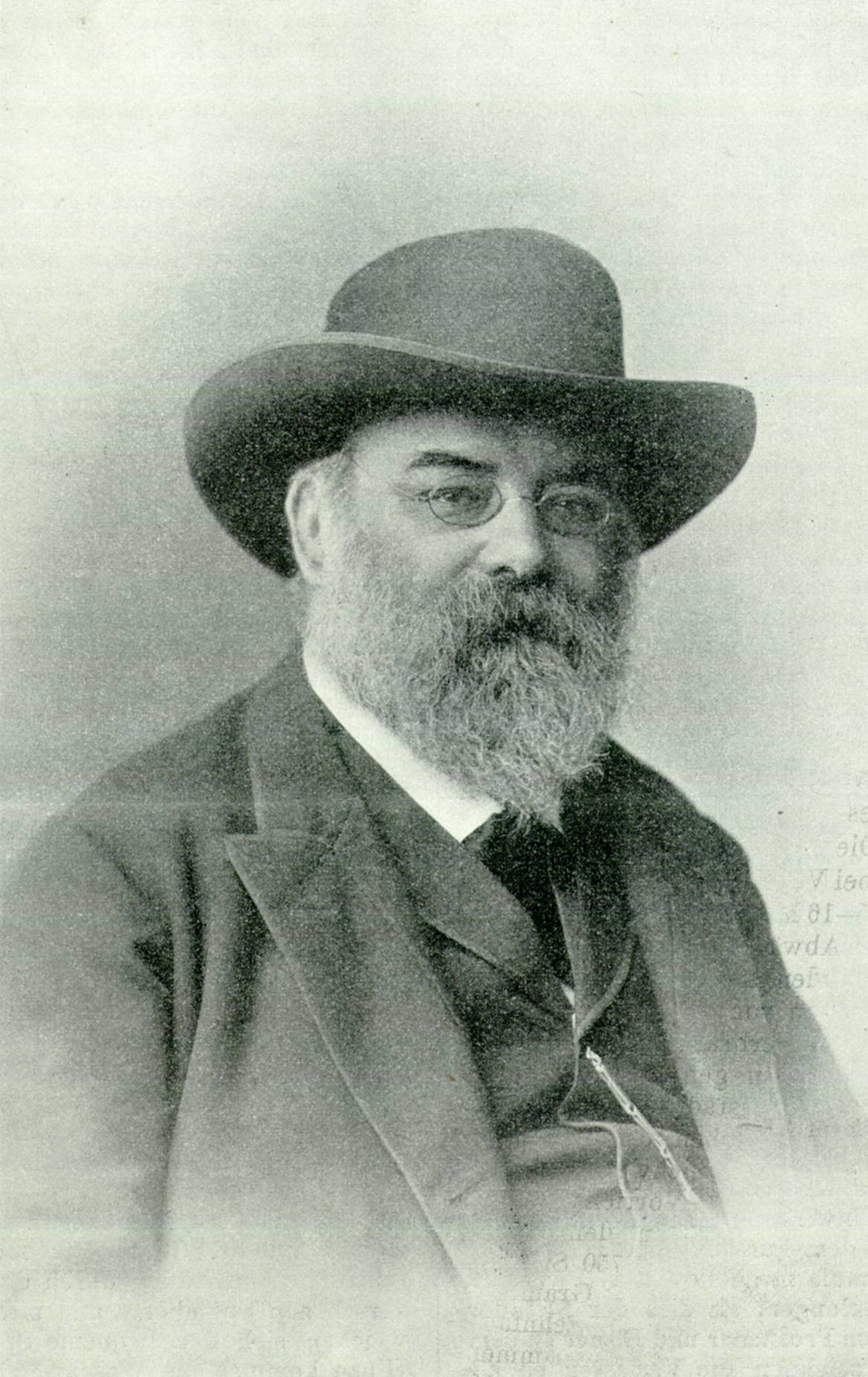
Alexander Linnemann

Alexander Linnemann (Frankfurt am Main, 14 juli 1839 - Frankfurt, 22 september 1902) was een Duits architect en glasschilder.

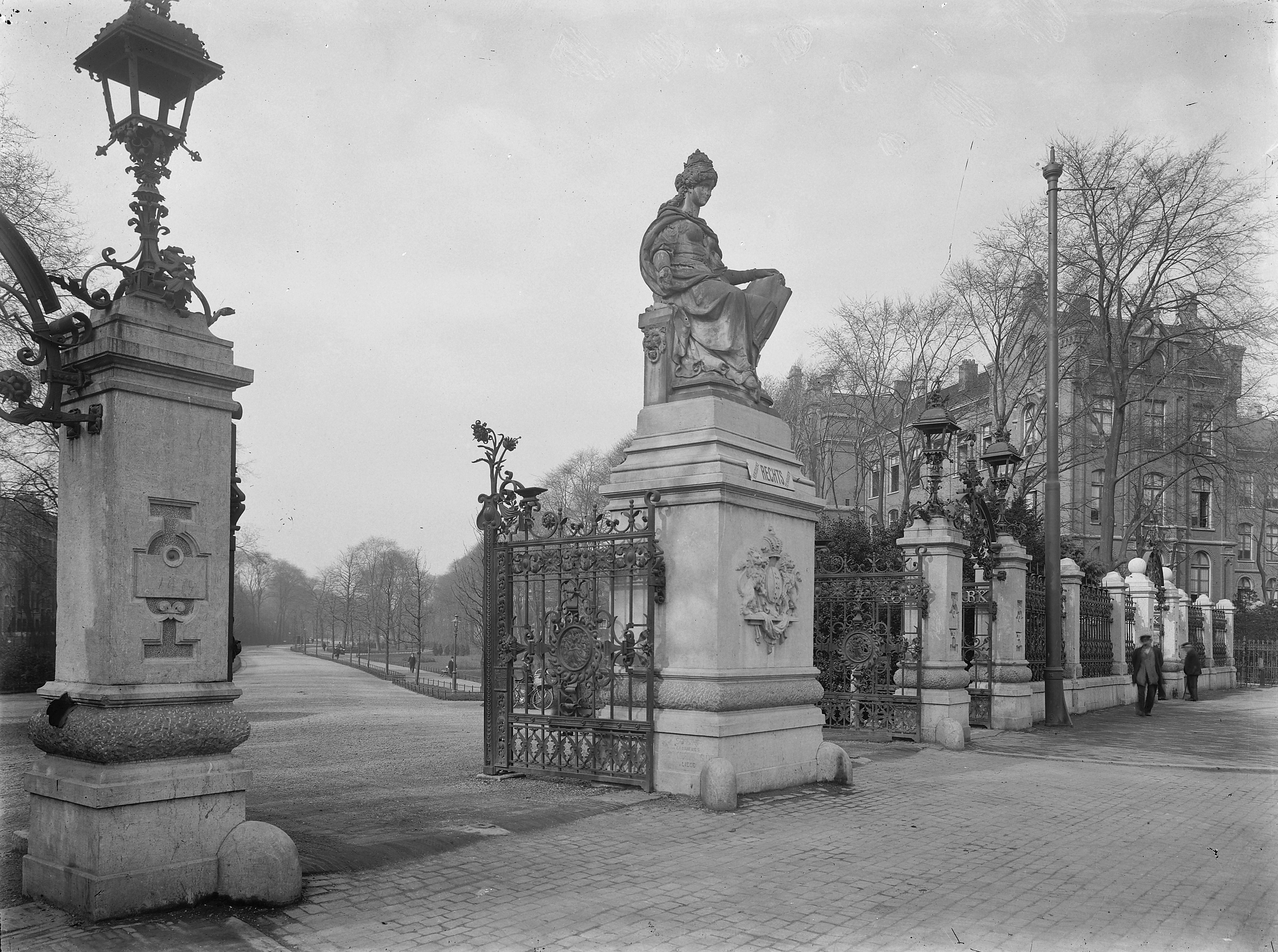
Toegangshek Vondelpark

In Nederland is hij bekend als ontwerper van het monumentale toegangshek van het Vondelpark aan de Stadhouderskade in Amsterdam.